# Нусбах (Палатинат)
Нусбах (њем. Nußbach) општина је у њемачкој савезној држави Рајна-Палатинат. Једно је од 98 општинских средишта округа Кузел. Према процјени из 2010. у општини је живјело 618 становника. Посједује регионалну шифру (AGS) 7336069.

## Географски и демографски подаци
Нусбах се налази у савезној држави Рајна-Палатинат у округу Кузел. Општина се налази на надморској висини од 244 метра. Површина општине износи 8,1 km². У самом мјесту је, према процјени из 2010. године, живјело 618 становника. Просјечна густина становништва износи 76 становника/km².